# 2796 Kron
A 2796 Kron (ideiglenes jelöléssel 1980 EC) a Naprendszer kisbolygóövében található aszteroida. Edward L. G. Bowell fedezte fel 1980. március 13-án.